# Katra Komar
Katra Komar, slovenska smučarska skakalka, * 16. maj 2001.
Največji uspeh je dosegla z ekipno zmago (v postavi še Nika Križnar, Jerneja Brecl in Ema Klinec) v švicarskem Kanderstegu na mladinskem svetovnem prvenstvu, kjer ima še dve srebrni in bronasto medaljo.
Tudi njena mlajša sestra Tinkara je smučarska skakalka.